# Копаная 1-я
Копаная 1-я — село (слобода) в Ольховатском районе Воронежской области России.
Административный центр Копанянского сельского поселения.

## География
Слобода расположена в 25 километрах к северо-западу от поселка Ольховатка.

### Улицы
- ул. Луговая
- ул. Мира
- ул. Молодёжная
- ул. Овражная
- ул. Парковая

## Население
| 1859 | 1897  | 2010 |
| ---- | ----- | ---- |
| 1668 | ↘1438 | ↘293 |

## Инфраструктура
В слободе работают ООО «АМКК-КОПАННАЯ», КОЛХОЗ «КРАСНОЕ ЗНАМЯ», ППО КОЛХОЗА «КРАСНОЕ ЗНАМЯ». Также здесь имеется Копанянская основная общеобразовательная школа.